# Storia delle ferrovie in Grecia
La storia delle ferrovie in Grecia ebbe inizio nel 1869 con la costruzione del collegamento tra il Pireo e Atene con finanziamenti privati. La rete ferroviaria greca si è poi sviluppata lentamente nel tempo e di massima in seguito ad iniziative private di compagnie straniere, con l'adozione di ben 4 scartamenti, 600, 750, 1.000 e 1.435 mm. L'annessione di territori un tempo parte dell'impero ottomano ha comportato l'acquisizione delle rispettive ferrovie.

## Storia

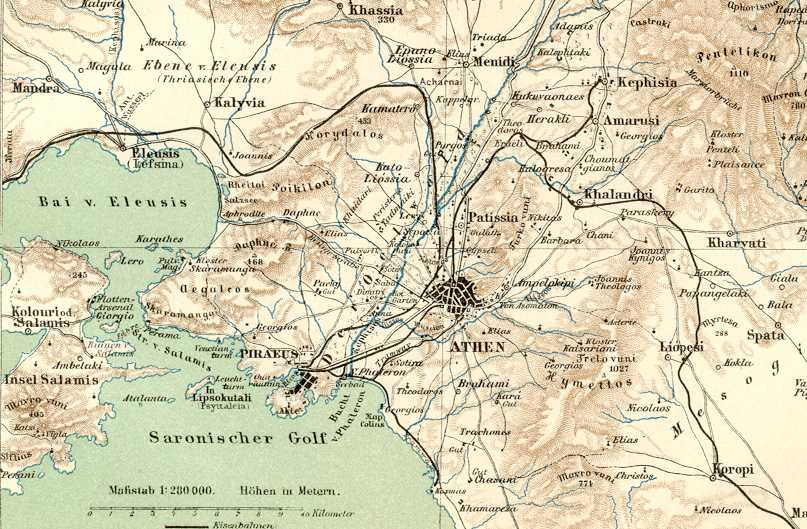
Mappa delle ferrovie nell'area di Atene nel 1894

La prima ferrovia in Grecia venne costruita, nel 1869, mediante finanziamenti privati allo scopo di realizzare un collegamento di trasporto urbano dal Pireo ad Atene; venne pertanto realizzata a scartamento normale. Dopo tale costruzione breve ma importante non venne realizzato quasi nulla per un decennio.
Le linee ferroviarie a scartamento standard del nord della Grecia, (fino al 1912 sotto il dominio ottomano), vennero costruite dalla Compagnie des Chemins Fer Orientaux (CO) a partire dal 1871 in seguito alla concessione rilasciata dal sultano ottomano. Tale società ferroviaria realizzò:
- la ferrovia Salonicco - Idomeni - Gevgelija - Skopje - Kosovska Mitrovica (tra il 1871 e il 1873)
- la tratta Didymoteicho - Alexandroupoli come diramazione da Istanbul, (prima del 1880)

e negli anni intorno al 1880,
- la ferrovia Salonicco - Imathia - Edessa - Florina per Kremenitza,
- e la Salonicco - Drama - Alexandroupoli - Pythio per Edirne e Svilengrad.

Il collegamento con l'asse ferroviario principale Vienna-Costantinopoli avveniva a Skopje nel nord e ad Alexandroupoli ad est. In conseguenza della situazione territoriale e politica tali direttrici tenevano conto essenzialmente degli interessi ottomani.
Durante il regno di Giorgio I (1863-1913) la Grecia si accrebbe territorialmente. Nel 1878 il Congresso di Berlino le riconobbe il possesso della Tessaglia e di parte dell'Epiro e dopo le guerre balcaniche furono annesse parti della Macedonia e della Tracia. Charilaos Trikoupis, Primo Ministro greco, negli anni ottanta del XIX secolo decise la costruzione di una rete ferroviaria a scartamento metrico nella Tessaglia; vennero stabiliti contatti con l'ingegnere ferroviario siciliano Evaristo De Chirico che ne fu incaricato dei progetti e della costruzione; le costruzioni iniziate nel 1882 dalla Impresa Evaristo De Chirico & C portarono all'attivazione della linea Volos-Larissa, di 61 km, inaugurata il 22 aprile 1884 dallo stesso Re Giorgio I e successivamente della diramazione, a Velestinon, della linea di 142 km per Kalambaka che fu completata il 16 giugno 1886. Il De Chirico venne nominato Direttore dell'Esercizio della Società Ferrovie della Tessaglia.
Nel 1890 gli venne dato incarico di progettare e costruire anche la Ferrovia a scartamento 600 mm, Volos-Milies per collegare l'entroterra agricolo con il porto di Volos; il primo tratto fino ad Ano Lechonia venne inaugurato nel 1895 mentre per il secondo si dovette aspettare il 1903.

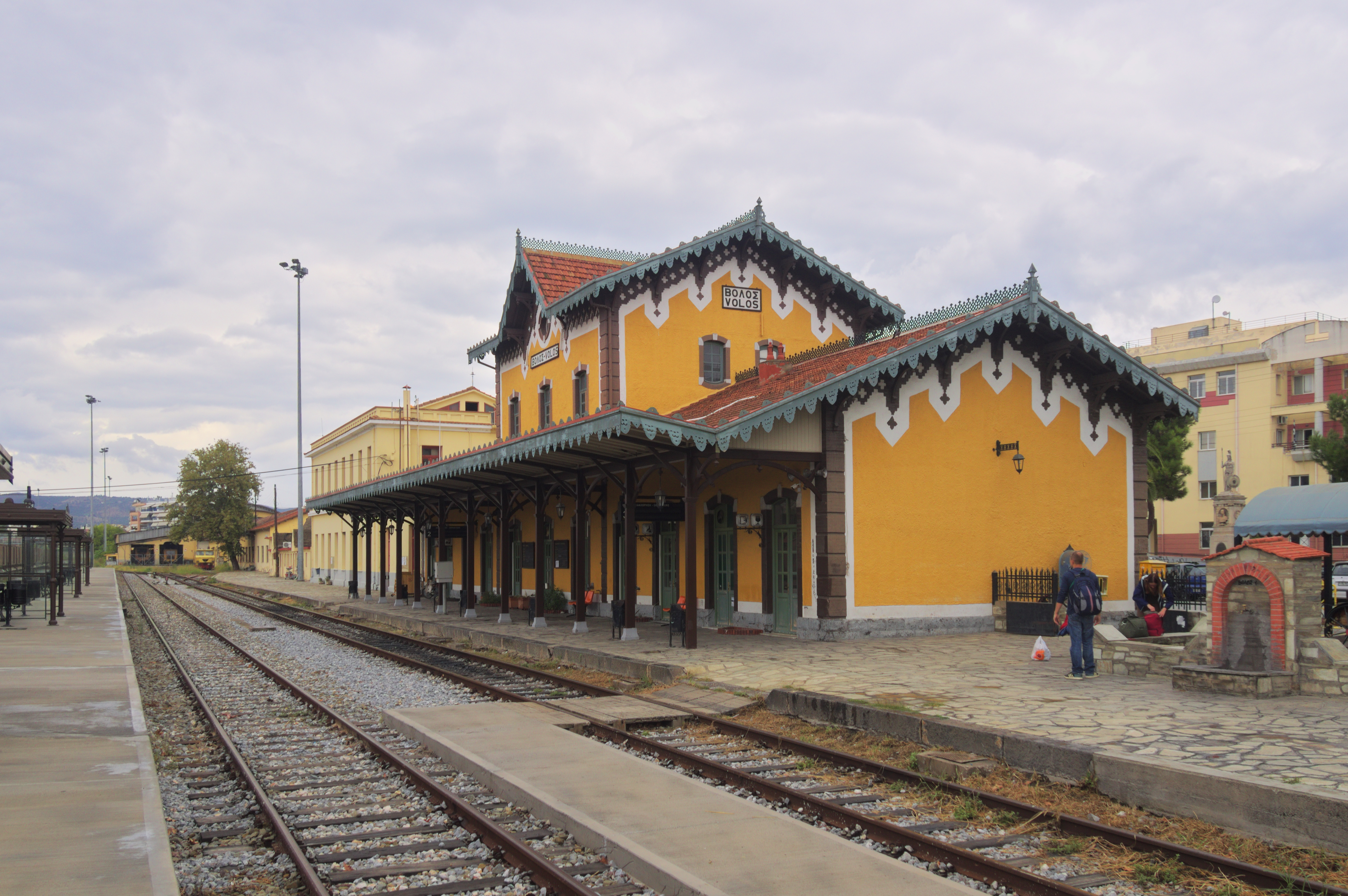
Stazione di Volos a triplo scartamento: 600, 1000 e 1435 mm

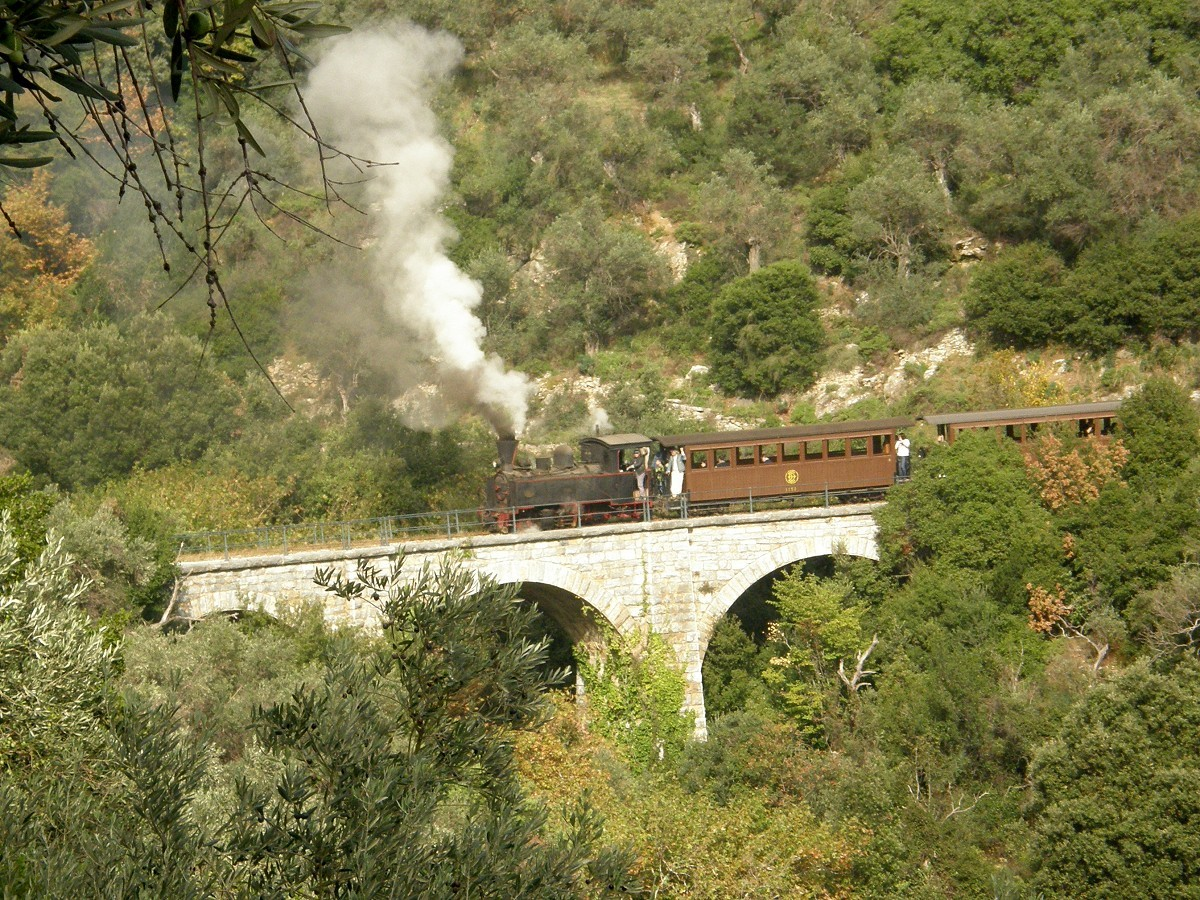
Treno della ferrovia del Pelion a scartamento 600 mm

Nel 1883 venne intrapresa la prima fase delle costruzioni ferroviarie nel Peloponneso. Nel 1885 veniva attivata la Atene-Lavrion a scartamento metrico.
Nel 1902 fu costituita la società anonima delle ferrovie elleniche. Nel 1904 iniziava la costruzione della linea a scartamento normale dal Pireo per Atene, Livadia, Leanokladi, Domokos, Farsala e Larissa. I lavori terminarono nel 1909 a Papapouli, città del confine turco-greco di allora. L'ulteriore espansione della linea ferroviaria fino a Imathia avvenne tra il 1914 e il 1916; tale località posta 472 km a nord di Atene e 48 km a ovest di Salonicco, è il punto in cui Atene e Salonicco vennero collegati per ferrovia dal 1918, allacciando l'itinerario tra le linee ottomane a scartamento standard di Macedonia e Tracia e la rete ferroviaria greca in Tessaglia, Grecia centrale e Peloponneso. Il primo collegamento internazionale con il prestigioso treno Orient Express, da Atene a Parigi, venne inaugurato nel 1920.
Nel 1920 le società ferroviarie private che gestivano le varie ferrovie vennero incorporate nelle Sidirodromoi Ellinikou Kratos (SEK, in greco "ΣΕΚ" acronimo di Σιδηροδρόμων Ελληνικού Κράτους), le Ferrovie dello Stato greco, con l'eccezione della linea Pireo-Atene-Kifissia. Nello stesso anno fu costruita dallo stato la nuova linea ferroviaria da Agra (a est di Edessa) per sostituire quella vecchia posta su un tracciato a frequente rischio di inondazione.
La seconda guerra mondiale e la guerra civile greca, provocarono molti danni alle ferrovie della nazione.

### Le ferrovie greche dal dopoguerra

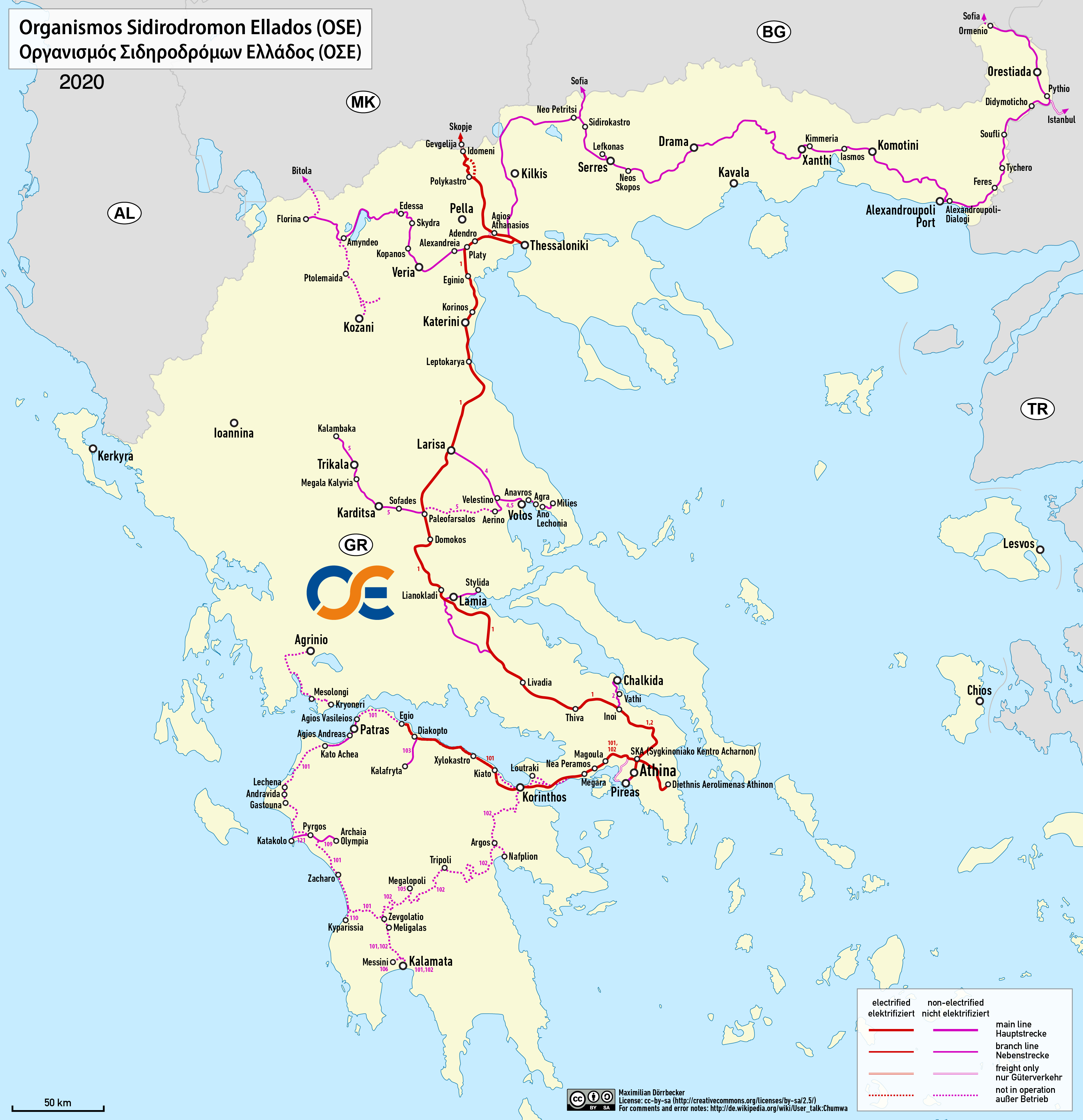
Mappa attuale delle ferrovie greche in esercizio e in costruzione

Negli anni cinquanta venne fatto un programma di potenziamento anche mediante l'acquisizione di nuove locomotive a vapore. Nel 1951 sei nuove locomotive a vapore ad olio combustibile prodotte dalla Jung. Sempre nel 1951 14 automotrici diesel a scartamento metrico e un lotto di potenti locomotive M-alfa Breda.
Nel 1955 le Ferrovie della Tessaglia furono nazionalizzate e inserite nella SEK (Sidirodromoi Ellinikou Kratos). Nel 1960 venne convertita a scartamento normale la tratta Larissa - Velestino, mentre tra Velestino e Volos fu costruita una nuova linea in variante a scartamento normale. La stazione di Volos divenne quindi una stazione dove coesistevano i tre scartamenti, normale, metrico e decauville.
Nel 1971, in seguito al decreto presidenziale 674/1970, nasceva l'ΟΣΕ, Organismos Sidirodromon Ellados con unico azionista pubblico ma organizzata secondo le norme di diritto riguardanti le aziende private; questa subentrava alla SEK, Sidirodromoi Ellinikou Kratos, l'azienda di stato che era precedentemente subentrata alle diverse compagnie private. La ΟΣΕ nel 1996 in seguito alla Legge 2414/1996, diveniva una public corporation controllata dallo stato al 100% e con vita prevista di 15 anni a partire dal 27 dicembre 1996.
La rete in funzione nel 1995 era costituita da:
- 1.565 km di linea a scartamento normale di cui solo 764 km elettrificati a corrente alternata a 25 kV a frequenza industriale.
- 892 km, a scartamento metrico, interamente non elettrificati
- 22 km, a scartamento 750 mm, non elettrificati
- 20 km, a scartamento 600 mm ad uso turistico, non elettrificati.

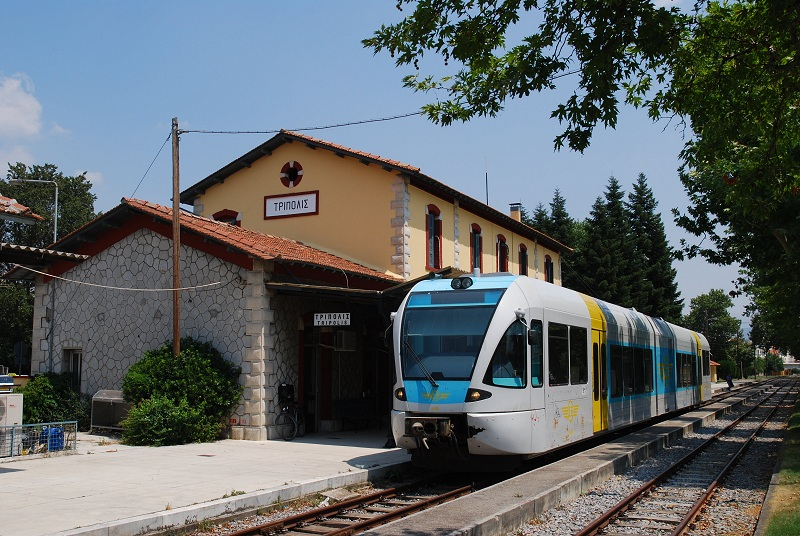
Un segno del rinnovamento del parco rotabili OSE: Stadler Rail GTW 2/6

Con il decreto presidenziale 41/2005, emanato in conseguenza dell'adeguamento alle direttive europee, la OSE è stata trasformata in società per azioni allo scopo di separare la gestione dell'infrastruttura dai servizi.
In conseguenza di ciò l'azienda di stato venne scorporata nelle due società sussidiarie, EDISY S.A. e TrainOSE S.A. e successivamente in due ulteriori società per azioni la ERGOSE S.A. e la GAIAOSE S.A.. Dal 18 gennaio 2017 la TrainOSE è entrata a far parte del gruppo Ferrovie dello Stato Italiane.
Nonostante le operazioni di riassetto finanziario e privatizzazione, le ferrovie della Grecia permangono in uno stato di arretratezza tecnologica che richiederebbe investimenti notevoli non disponibili dato il perdurare della crisi profonda. 
Il 28 febbraio 2023 si è verificato il peggior disastro ferroviario della storia greca che ha provocato la morte di 57 persone in uno scontro tra due treni a nord di Larissa.
Un treno passeggeri proveniente da Atene si è scontrato con un treno merci proveniente da Salonicco. I due treni appartenevano alla società Hellenic Train, e fra i 57 morti, 9 erano dipendenti della stessa società.
L'incidente ha messo in evidenza l'arretratezza dei sistemi di circolazione utilizzati dal gestore dell'infrastruttura OSE e ha spinto l'Unione Europea ad avviare un'indagine sulla tematica della sicurezza ferroviaria.